# Jerzy Borejsza (publicysta)

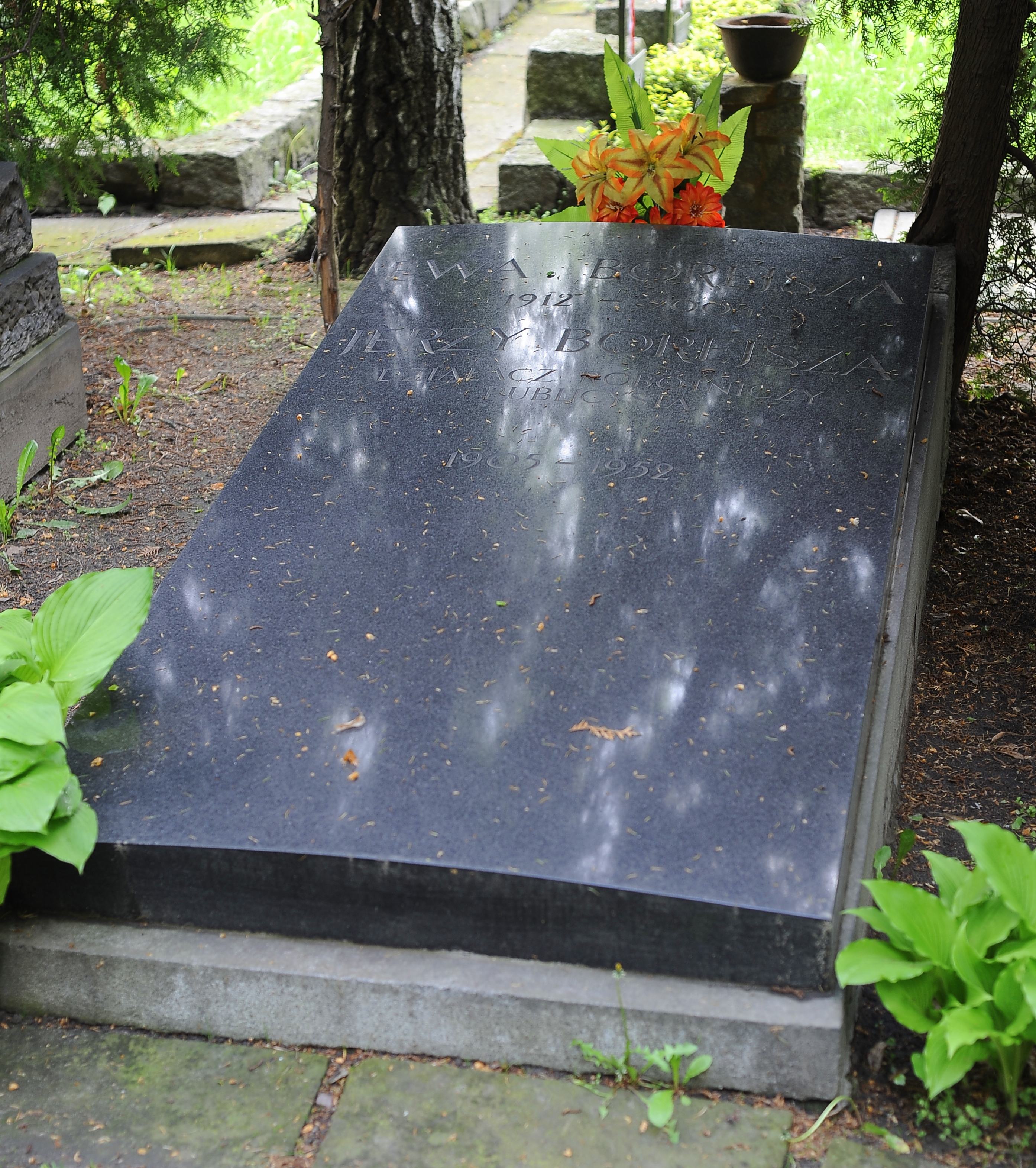
Grób Jerzego Borejszy na warszawskim Cmentarzu Wojskowym na Powązkach

Jerzy Borejsza, pierwotnie Beniamin Goldberg (ur. 14 lipca 1905 w Warszawie, zm. 19 stycznia 1952 tamże) – polski publicysta, propagandysta, działacz komunistyczny, polityczny i kulturalny, wydawca; brat Józefa Różańskiego i ojciec Jerzego Wojciecha Borejszy.

## Rodzina
Historia żydowskiej rodziny Goldbergów rozpoczyna się w XIX wieku w Kosowie Poleskim, gdzie mieszkał Aron Goldberg, poeta piszący w języku aramejskim. W rodzinie posługiwano się również drugim nazwiskiem – Borejsza – które wykorzystywano pierwotnie do tego, aby chronić synów przed branką do carskiej armii. Później nazwisko Borejsza przybierali ci, którzy zajmowali się w rodzinie pisaniem. Aron (Adam) ożeniony był z Fejgą (Anną), z którą miał pięciu synów: Beniamina, Israela, Abrahama, Lejba i Menachema oraz córkę Sarę (zmarła w dzieciństwie).
Beniamin i Israel wyemigrowali do Stanów Zjednoczonych Ameryki. Lejb, zawodowy tłumacz literatury, przez Szwajcarię dotarł do Moskwy podczas rewolucji październikowej, wiążąc się z ruchem komunistycznym, zostając tzw. zawodowym rewolucjonistą. W okresie II wojny światowej działał w Antyfaszystowskim Komitecie Żydowskim, a pod koniec lat 40. XX wieku został w ramach tzw. czystki antysyjonistycznej skazany w procesie przeciwko członkom Komitetu i zesłany do obozu pracy. Zmarł w 1956, wkrótce po uwolnieniu. Abraham z kolei zamieszkiwał najpierw w Petersburgu, gdzie związał się ze stronnictwem kadetów, aby po pogromach w Rosji przenieść się do Warszawy. Był redaktorem wydawanego w latach 1908–1939 żydowskiego dziennika, w języku jidysz, „Hajnt” i działaczem syjonistycznym, m.in. sekretarzem Ogólnej Organizacji Syjonistycznej. Po jego śmierci w październiku 1933 dziesiątki tysięcy Żydów warszawskich zawiesiło swą pracę na czas trwania pogrzebu. Najmłodszy z synów Arona Goldberga, Menachem, początkowo mieszkający w Warszawie, po jakimś czasie zdecydował się na wyjazd do Stanów Zjednoczonych. Jego utwory literackie, pisane w jidysz, zyskały olbrzymią popularność, a on sam należy dziś do klasyków poezji żydowskiej.
Jeszcze przed I wojną światową Abraham Goldberg związał się z pochodzącą z bogatej rodziny żydowskiej Anną Różańską – rzeźbiarką, która jako jedna z pierwszych kobiet w Polsce posiadała prawo jazdy. Ze związku tego urodziło się troje dzieci: córka Judyta (Jula) oraz synowie: Beniamin (Nioma) i Józef, znani później jako Jerzy Borejsza i Józef Różański, zbrodniarz komunistyczny. W 1909 Goldbergowie rozeszli się – dwoje starszych dzieci zamieszkało z ojcem, a Józef z matką (do 1914).
W 1914 bracia Goldbergowie rozpoczęli naukę w żydowskim gimnazjum Chinuch, w którym nauczanie kończyło się maturą hebrajską, a później polską. Naukę kończyli już w niepodległej Polsce, ale maturę zdobył tylko młodszy brat Józef. Beniamin miesiąc przed maturą (1924) uciekł z domu i wyjechał do Niemiec. Został złapany na granicy z walizką pełną nielegalnych gazetek, aresztowany i skazany na pół roku więzienia. To właśnie w gimnazjum Beniamin zetknął się na poważnie ze światem idei rewolucyjnych – anarchistycznych i komunistycznych.

## Działalność
Beniamin Goldberg w 1918 wstąpił w szeregi Ha-Szomer Ha-Cair (Młody Skaut) – jedynej zarejestrowanej żydowskiej organizacji skautowej. Po dwóch latach wystąpił z organizacji. W 1924 zapisał się do Wolnego Harcerstwa – lewicowego odłamu ZHP, do którego przywódców należał m.in. Adam Ciołkosz. Na III zjeździe Wolnego Harcerstwa w sierpniu 1924 był sekretarzem zjazdu, na którym przemianowano organizację w Związek Pionierów. Na obrady wkroczyła policja, a Beniamin został aresztowany. Organem prasowym związku stało się pismo „Pionier”, w którego redagowaniu uczestniczył również Goldberg.
Po aresztowaniu ojciec wysłał Beniamina do Francji. Pretekstem była konieczność podreperowania zdrowia. W rzeczywistości chodziło o odciągnięcie młodego umysłu od polityki i coraz silniejszych związków z anarchosyndykalizmem. Zamierzenia te nie przyniosły skutku, bowiem w Tuluzie, w której studiował budownictwo, Beniamin związał się jeszcze bardziej z anarchistami. To wówczas zrodziła się jego fascynacja Hiszpanią, którą kilkakrotnie odwiedza. Spotykał na swej drodze m.in. legendę hiszpańskiego anarchizmu Buenaventurę Durrutiego oraz wodza katalońskiego ruchu wyzwoleńczego Francisca Macię.
Po przenosinach do Paryża, gdzie studiował iberystykę na Sorbonie, stał się jedną z głównych postaci anarchistycznego podziemia. W 1925 został członkiem Międzynarodowego Biura Anarchistycznego, działał i pisał pod pseudonimem Ranko Maxime. Miał stały kontakt z Anarchistyczną Federacją Polski, która od 1923 w Paryżu organizowała bazę techniczno-wydawniczą i dla której redagował wydawane od marca 1925 pismo „Najmita”. Pismo było przemycane do Polski, za którego rozpowszechnianie groziło od czerwca 1925 do 6 lat więzienia, m.in. za propagowanie przemocy przeciw polskiemu państwu. W Paryżu publikował w piśmie platformistycznym „Dieło Truda”, gdzie reprezentował wizje zorganizowanego bolszewickiego anarchizmu. W 10. rocznicę rewolucji w nr 1 z 1927 roku opublikował artykuł, w którym położył nacisk na ideową metamorfozę, jaką powinni przejść zachodni anarchiści, by osiągnąć skuteczność bolszewików. Idee Ranka skrytykowano, antyplatformiści – jak np. Voline – twierdzili, że anarchizm to indywidualizm; demaskując kierunek platformizmu, ich rzeczywistą, skierowaną w anarchizm treść. Pod koniec paryskiego pobytu doszło jednak do rozejścia się z anarchistami. Echa fascynacji i rozrachunku z anarchizmem znajdą się w książce opublikowanej w 1937 pod nazwiskiem Jerzy Borejsza pt. Hiszpania 1873–1936.
Po powrocie do kraju w 1927 został powołany do Wojska Polskiego, po półtora roku ukończył służbę w stopniu starszego strzelca i w 1929 wstąpił do Komunistycznej Partii Polski (KPP), zajmując się agitacją i propagandą, za co był z przerwami więziony w latach 1933–1935. Publikował w prasie komunistycznej pod pseudonimami S. Bereza, K. Wunin, Jan Górski.
W 1935 po tym, jak Komintern zalecił wdrażanie w życie pomysłu tzw. frontu ludowego, zaczął publikować, już pod nazwiskiem Jerzy Boreisza, w legalnie ukazującej się prasie, m.in. „Wiadomościach Literackich”, „Skamandrze”, „Sygnałach” i „Czarno na Białem”. Kiedy w 1938 Prezydium Komitetu Wykonawczego Międzynarodówki Komunistycznej podjęło uchwałę o rozwiązaniu KPP, Borejsza zaangażował się w zakładanie Klubów Demokratycznych.
Po wybuchu II wojny światowej w 1939 i kampanii wrześniowej przedostał się do Lwowa, wcielonego do ZSRR, gdzie był od listopada 1939 do lutego 1940 dyrektorem Ossolineum, a później redaktorem polskich podręczników szkolnych w Wydawnictwie Mniejszości Narodowych USRR. 19 listopada 1939 podpisał oświadczenie pisarzy polskich, witające przyłączenie Zachodniej Ukrainy do Ukrainy Radzieckiej. Był pomysłodawcą i inicjatorem lwowskich obchodów 85. rocznicy śmierci Adama Mickiewicza. 19 września 1940 został uroczyście przyjęty do Związku Radzieckich Pisarzy Ukrainy. Jak wynika zarówno ze wspomnień Wandy Wasilewskiej, jak i Aleksandra Wata, cieszył się w tym okresie pełnym zaufaniem władz radzieckich, choć w dokumentach radzieckich z tamtego okresu jego postawa jest oceniana raczej krytycznie. Pisze się o nim jako o Żydzie zabiegającym o sprawy polskie. Po wybuchu wojny niemiecko-radzieckiej w latach 1942–1943 walczył jako ochotnik w Armii Czerwonej. W 1943 został przeniesiony wbrew własnej woli do pracy w Moskwie, gdzie współorganizował Związek Patriotów Polskich. W jego ramach redagował tygodnik „Wolna Polska” (1943–1944). Publikował również w piśmie ZPP „Nowe Widnokręgi”. W 1 Armii Wojska Polskiego dosłużył się stopnia majora.
Od 1944 należał do Polskiej Partii Robotniczej, z ramienia której w latach 1945–1947 był posłem do Krajowej Rady Narodowej. W 1948 był delegatem na Zjazd Zjednoczeniowy, na którym powstała Polska Zjednoczona Partia Robotnicza. Był w niej zastępcą kierownika Wydziału Propagandy Komitetu Centralnego (do 1949) i zastępcą członka KC (do 1950).
Zorganizował i redagował naczelny organ PKWN, jakim była gazeta codzienna „Rzeczpospolita”. Założył w 1944 tygodnik „Odrodzenie”, którego prowadzenie powierzył Karolowi Kurylukowi. To na jego łamach w styczniu 1945 Borejsza opublikował swój programowy artykuł Rewolucja łagodna, w którym składał polskiej inteligencji ofertę współpracy przy budowaniu powojennego życia kulturalnego. Wokół „Odrodzenia” udało się zgromadzić znanych później debiutantów: Julię Hartwig, Annę Kamieńską, Jacka Bocheńskiego i Zygmunta Kałużyńskiego. Na jego łamach publikowali również autorzy o uznanych już wówczas nazwiskach. W 1948, na fali zmian w polityce kulturalnej, Borejsza przejął redagowanie „Odrodzenia” i kierował nim do 1950, a więc do momentu, w którym doszło do połączenia tego pisma z „Kuźnicą” i utworzenia „Nowej Kultury”. Sygnatariusz apelu sztokholmskiego w 1950.
Borejsza powołał do życia Spółdzielnię Wydawniczą „Czytelnik”, której był pierwszym prezesem w latach 1944–1948. Był to w tamtych latach potężny koncern kulturalno-oświatowy, mający ambicję jak najszerszego udostępnienia słowa drukowanego społeczeństwu. Dzięki wpływom i pomysłowości Borejszy i jego zespołu możliwe było zrealizowanie licznych akcji kulturalnych, m.in. Autorzy wśród swoich czytelników, Akcja planowego czytania czy Zespoły Żywego Słowa. Z jego inicjatywy podjęto budowę Domu Słowa Polskiego. Sukces Czytelnika i jego liczebność (ok. 100 tys. członków) sprawił, że traktowano go niekiedy niczym czwartą partię w Polsce. Uchwała nr 52 Sekretariatu KC PPR, wydana w październiku 1947, zarzucała środowisku „Czytelnika” i samemu Borejszy m.in. „wzrost niekontrolowanej inicjatywy prywatnej na odcinku wydawniczym” oraz pojawienie się pozycji będących wyrazem „wojującego katolicyzmu”. Było to równoznaczne z utratą przez Borejszę dotychczasowej pozycji, mimo partyjnych awansów i orderu Polonia Restituta. Od tego czasu Borejsza zaczął starać się uchronić spółdzielnię przed parcelacją, do której ostatecznie doszło już po jego nagłym odwołaniu z funkcji prezesa w październiku 1948.
Był inicjatorem i sekretarzem generalnym Światowego Kongresu Intelektualistów w Obronie Pokoju, który odbył się we Wrocławiu w dniach 25–28 sierpnia 1948. Borejszy zależało na podkreśleniu w ten sposób polskości dolnośląskiej stolicy i żywotności polskiej kultury, która oparła się wojennym zniszczeniom. Na jego zaproszenie do Polski przyjechali intelektualiści z całego świata, m.in. Pablo Picasso, Paul Éluard, Max Frisch, Ilja Erenburg. Swój list do uczestników kongresu skierował Albert Einstein. Atmosferę spotkania określiło w największym stopniu wystąpienie delegata radzieckiego Aleksandra Fadiejewa, w którym atakował on twórców zachodniej kultury, m.in. Jeana-Paula Sartre’a i Thomasa Stearnsa Eliota. Po wrocławskim kongresie Borejsza był źle widziany w Moskwie, a na arenie krajowej polityki odsuwano go stopniowo na plan dalszy.
Od 1946 Borejsza był wiceprzewodniczącym Towarzystwa Przyjaciół Ossolineum, a w latach 1950–1951 kuratorem tej placówki i pełnomocnikiem rządu do jej spraw.
1 stycznia 1949 uległ ciężkiemu wypadkowi samochodowemu. Na skutek doznanego wówczas wstrząsu mózgu i choroby (rak żołądka) nie był już, mimo młodego wieku, człowiekiem w pełni sprawnym. W ostatnich latach podjął się wraz z Wandą Jakubowską stworzenia biograficznego filmu o generale Karolu Świerczewskim. Drogi twórców rozeszły się jednak w trakcie prac nad scenariuszem Żołnierza Zwycięstwa i Jakubowska kończyła film samodzielnie.
Borejsza pochowany jest w Alei Zasłużonych na Cmentarzu Wojskowym na Powązkach w Warszawie (kwatera 28A-tuje-1).
Czesław Miłosz poświęcił mu odrębne hasło w swoim Abecadle, gdzie napisał:
Najbardziej międzynarodowy z polskich komunistów. (…) z niczego zbudował, poczynając od 1945 roku, swoje państwo książki i prasy. „Czytelnik” i inne domy wydawnicze, gazety, tygodniki, wszystko od niego zależało – posady, przyjęcie książek do druku, honoraria. Byłem w jego stajni, wszyscyśmy byli.